# 東永谷製鉄遺跡
座標: 北緯34度20分54.9秒 東経132度52分42.5秒 / 北緯34.348583度 東経132.878472度
東永谷製鉄遺跡（ひがしながたにせいてついせき）は広島県竹原市下野町に所在する製鉄遺跡。15から16世紀ごろに使用されていたものと考えられる。竹原市指定史跡となっている。

## 概要
2002年に地元の一般人によって、鉄滓が散布していることから発見された。遺跡は山の斜面を削って作った平坦面にあり、鉄滓は斜面下方に廃棄されていた。鉄を溶解する炉はすでに壊されてなくなっていたが、炉の地下にある保温、除湿用の施設が発見された。平坦面を掘り下げた中に幅0.7メートルほどの向かい合う2つの壁のある構造となっていた。
炉の地下施設の形より15から16世紀頃ごろに使用されたものと分かる。1596年には小早川隆景がこの遺跡で作った鉄を豊臣秀吉に献上した。
当時の製鉄は、小早川氏同族の吉川氏の領地が鉄特産地であり、その関係で小早川氏領地でも生産が始まった可能性が高いという。

## 交通アクセス
- バス停や鉄道駅からは距離がある。